# Distretto di Kartuzy
Il distretto di Kartuzy (in polacco powiat kartuski) è un distretto polacco appartenente al voivodato della Pomerania.

## Geografia antropica

### Suddivisioni amministrative
Il distretto comprende 8 comuni.
- Comuni urbano-rurali: Kartuzy, Żukowo
- Comuni rurali: Chmielno, Przodkowo, Sierakowice, Somonino, Stężyca, Sulęczyno

Il comune rurale di Sierakowice è bilingue polacco/casciubo. Negli altri comuni rurali del distretto il casciubo è tutelato quale lingua della minoranza.